# Le ragazze di piazza di Spagna
Le ragazze di piazza di Spagna is een Italiaanse film van Luciano Emmer die werd uitgebracht in 1952.

## Verhaal
Drie knappe jonge vrouwen werken als naaister in een modieus kledingsalon in de buurt van de Piazza di Spagna in het centrum van Rome. Alle drie hopen ze de juiste man te vinden. Het loon dat ze verdienen is voor hen het middel om hun bruidsschat bij elkaar te sparen.
Marisa is de oudste telg in een heel kroostrijk gezin. Ze is verloofd met de norse, wat onbehouwen Augusto die werkt als vrachtwagenchauffeur. Haar buurvrouw Irene ziet Augusto ook wel zitten. Op een dag stelt de bazin van het kledingsalon Marisa voor mannequin te worden. Daar heeft Augusto het heel moeilijk mee. Haar modellenwerk wordt een groot succes.
Elena woont samen met haar moeder die weduwe is. Ze heeft een boekhouder als vriend, de keurige Alberto. Diezelfde Alberto houdt er een andere vriendin op na, de dochter van zijn overste. Wanneer Elena Marisa in het treinstation uitwuift bemerkt ze Alberto die een jonge vrouw ter afscheid kust. Tijdens een van haar bezoeken aan het graf van haar man heeft Elena's moeder Vittorio leren kennen wiens vrouw begraven ligt naast het graf van haar man.
Lucia heeft een heel trouwe vriend die aan de kost komt als jockey. Ze vindt het heel jammer dat hij zo klein van gestalte is. Daarom gaat ze altijd in op afspraakjes met grote rijzige mannen.
De lotgevallen van de drie vrouwen worden gadegeslagen en becommentarieerd door een professor, vertolkt door de schrijver Giorgio Bassani.

## Rolverdeling
| Acteur               | Personage                                     |
| -------------------- | --------------------------------------------- |
| Lucia Bosè           | Marisa Ascenzio                               |
| Cosetta Greco        | Elena                                         |
| Liliana Bonfatti     | Lucia                                         |
| Renato Salvatori     | Augusto                                       |
| Marcello Mastroianni | Marcello Santoni, de taxichauffeur            |
| Ave Ninchi           | de moeder van Marisa                          |
| Eduardo De Filippo   | de spoorwegbediende Vittorio Spada, weduwnaar |
| Mario Silvani        | Alberto, de opportunistische vriend van Elena |
| Anna Maria Bugliari  | Irene                                         |
| Leda Gloria          | Rosa, de moeder van Elena                     |
| Giorgio Bassani      | de professor-verteller                        |